# Ivanofrankivská oblast
Ivanofrankivská oblast (ukrajinsky Івано-Франківська область / Ivano-Frankivska oblasť) je samosprávná jednotka Ukrajiny ležící v jihozápadní části země. Hlavním městem je Ivano-Frankivsk.

## Historie
Oblast byla zřízena 4. ledna 1939 a do roku 1962, kdy bylo její hlavní město přejmenováno, nesla název Stanislavská oblast.
Před rokem 2020 se oblast členila na 16 rajónů, poté byl jejich počet zredukován na šest. 

## Geografie
Oblast leží v historickém regionu Halič a její součástí je i Pokutí a Huculsko. Její rozsah přibližně odpovídá Stanislavovskému vojvodství meziválečného Polska. Jihozápadní hranici tvoří hřeben Karpat s nejvyšší ukrajinskou hora Hoverla (2061 m). V Karpatech pramení řeka Prut. Severovýchodní hranici částečně tvoří řeka Dněstr.

## Obyvatelstvo
K 1. lednu 2022 žilo v oblasti 1 351 822 obyvatel.
Oblast se vyznačuje nízkou mírou urbanizace: z 1,351 milionů osob žilo ve městech jen 602,6 tisíc lidí (44,6 %), zatímco na venkově žilo 749,2 tisíc lidí (55,4 %).
Počet obyvatel v oblasti postupně klesá. Tabulka níže představuje populační vývoj oblasti.
| 1990      | 1991      | 1995      | 2000      | 2005      | 2010      | 2015      | 2020      | 2022      |
| --------- | --------- | --------- | --------- | --------- | --------- | --------- | --------- | --------- |
| 1 431 400 | 1 442 900 | 1 466 800 | 1 430 100 | 1 393 600 | 1 380 700 | 1 382 600 | 1 368 100 | 1 351 800 |

Za rok 2021 se narodilo 10 545 živě narozených dětí, zemřelo však 20 590 lidí, z nichž 70 byly děti ve věku do jednoho roku. Na 100 zemřelých připadalo jen 51 živě narozených. Celkový úbytek obyvatel byl 9 287 lidí. Míra kojenecké úmrtnosti tehdy činila 6,6 ‰.
Podle výsledků sčítání lidu v roce 2001 žilo v oblasti 97,5 % Ukrajinců, 1,8 % Rusů a 0,1 % Poláků. 97,8 % všech obyvatel považovalo ukrajinštinu za rodný jazyk, 1,8 % považovalo za svou mateřštinu ruštinu.

### Přehled měst
Následující tabulka podává přehled všech měst a větších sídel městského typu (kurzívou).
| Město           | Ukrajinský název | Ruský název     | Polský název | Obyvatelstvo 1. 1. 2022 |
| --------------- | ---------------- | --------------- | ------------ | ----------------------- |
| Ivano-Frankivsk | Івано-Франківськ | Ивано-Франковск | Stanisławów  | 238 196                 |
| Kaluš           | Калуш            | Калуш           | Kałusz       | 65 088                  |
| Kolomyja        | Коломия          | Коломыя         | Kołomyja     | 60 821                  |
| Nadvirna        | Надвірна         | Надворная       | Nadwórna     | 22 504                  |
| Dolyna          | Долина           | Долина          | Dolina       | 20 417                  |
| Burštyn         | Бурштин          | Бурштын         | Bursztyn     | 14 737                  |
| Perehinske      | Перегінське      | Перегинское     |              | 12 681                  |
| Bolechiv        | Болехів          | Болехов         | Bolechów     | 10 259                  |
| Sňatyn          | Снятин           | Снятын          | Śniatyń      | 9 718                   |
| Tysmenycja      | Тисмениця        | Тысменица       | Tyśmienica   | 8 958                   |
| Horodenka       | Городенка        | Городенка       | Horodenka    | 8 812                   |
| Tlumač          | Тлумач           | Тлумач          | Tłumacz      | 8 689                   |
| Kosiv           | Косів            | Косов           | Kosów        | 8 351                   |
| Jaremče         | Яремче           | Яремче          | Jaremcze     | 7 907                   |
| Rohatyn         | Рогатин          | Рогатин         | Rohatyn      | 7 521                   |
| Halyč           | Галич            | Галич           | Halicz       | 6 086                   |

## Sousední oblasti
- Zakarpatská oblast (západ)
- Lvovská oblast (severozápad)
- Ternopilská oblast (severovýchod)
- Černovická oblast (jihovýchod)
- Maramureš (Rumunsko; jih)